# Iglesia de San Pablo (Zaragoza)
De kerk van San Pablo (Spaans:Iglesia de San Pablo) is een kerkgebouw in Mudéjarstijl in de Spaanse stad Zaragoza. De kerk uit de 13e eeuw is gelegen tussen de calle de San Blas en calle de San Pablo.
San Pablo is een van de objecten van de werelderfgoedinschrijving Mudéjararchitectuur van Aragón.

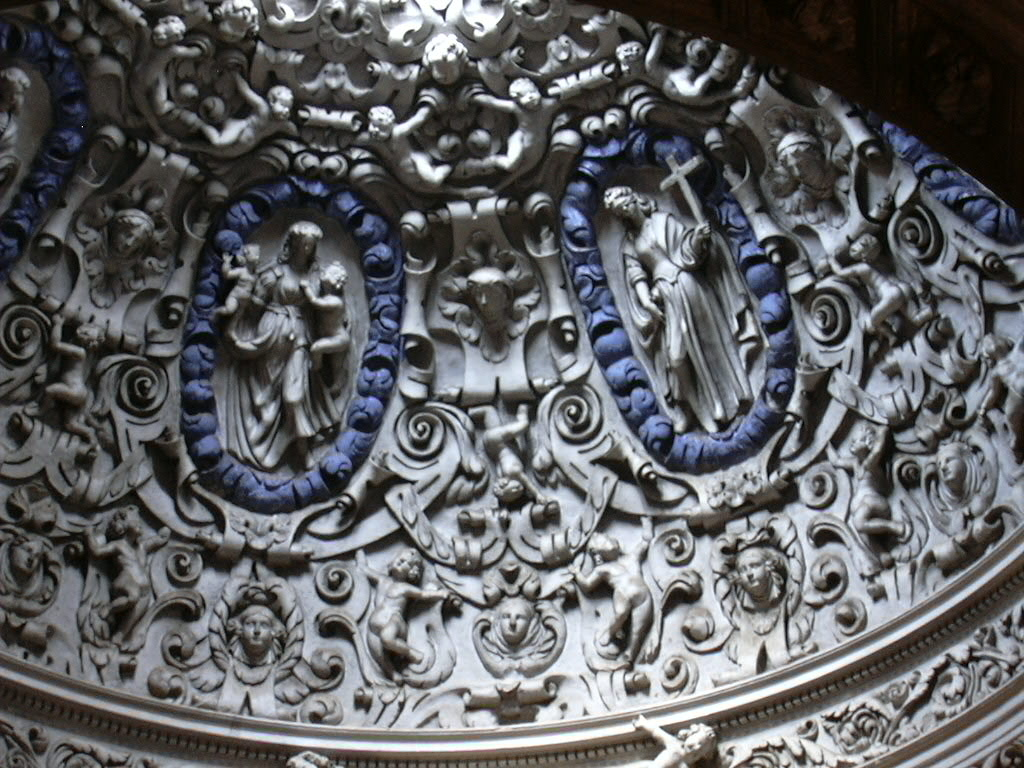
Binnenzijde koepel